# Özgün Çoban
Özgün Çoban (* 5. Juli 1985 in Bitlis) ist ein türkischer Schauspieler.

## Leben und Karriere
Özgün Çoban studierte an der Hacettepe-Universität. Sein Debüt gab er 2010 in der Fernsehserie Deniz Yıldızı. Danach war er 2011 in der Serie Beni Affet zu sehen. 2016 trat Çoban in O Hayat Benim auf. Im selben Jahr wurde er für die Serie Yüksek Sosyete gecastet. 
Unter anderem bekam Çoban 2017 eine Rolle in dem Film Ver Kaç. Anschließend spielte er 2018 in der Serie Kızlarım İçin mit. 2022 spielte er in dem Film Aşk Çağırırsan Gelir die Hauptrolle.

## Filmografie
Filme
- 2016: Çok Uzak Fazla Yakın
- 2017: Ver Kaç
- 2019: Kapı
- 2019: Dijital Esaret
- 2022: Aşk Çağırırsan Gelir

Serien
- 2010: Deniz Yıldızı
- 2010: Arka Sokaklar
- 2011–2015: Beni Affet
- 2016: O Hayat Benim
- 2016: Yüksek Sosyete
- 2018: Kızlarım İçin